# بسحاق أطعمه
بسحاق أطعمه (القرن 9 الهجري) من شعراء إيران في عصر التيموريين.
هو أبو إسحاق جمال الدين أحمد الشيرازي، المعروف بـ بسحاق أطعمه، وقيل بسحق أطعمه وشيخ أطعمه. كان ماهراً في مدح المأكولات والأطعمة، وأكثر أشعاره فيها.
توفي بشيراز سنة 814 هـ، وقيل سنة 819 هـ، وقيل سنة 827 هـ، وقيل سنة 830 هـ ودفن بها.